# 十星偽瓢螢金花蟲
十星偽瓢螢金花蟲（学名：Oides decempunctata）为金花蟲科偽瓢螢金花蟲屬下的一个种。